# Dark Forces (colecție de povestiri)
Dark Forces: New Stories of Suspense and Supernatural Horror este o antologie de 23 de povestiri originale de groază, prima oară publicată de Viking Press în 1980 și ca ediție broșată de Bantam Books în 1981. A fost editată de agentul literar din orașul New York Kirby McCauley. Dark Forces a câștigat premiul World Fantasy pentru cea mai bună colecție/antologie din 1981 și este celebrată într-un eseu de Christopher Golden în Horror: Another 100 Best Books, editat de Stephen Jones și Kim Newman.

## Cuprins
- Introducere de Kirby McCauley
- "The Mist" de Stephen King
- "The Late Shift" de Dennis Etchison
- "The Enemy" de Isaac Bashevis Singer
- "Dark Angel" de Edward Bryant
- "The Crest of Thirty-six" de Davis Grubb
- "Mark Ingestre: The Customer's Tale" de Robert Aickman
- "Where the Summer Ends" de Karl Edward Wagner
- "The Bingo Master" de Joyce Carol Oates
- "Children of the Kingdom" de T. E. D. Klein
- "The Detective of Dreams" de Gene Wolfe
- "Vengeance Is." de Theodore Sturgeon
- "The Brood" de Ramsey Campbell
- "The Whistling Well" de Clifford D. Simak
- "The Peculiar Demesne" de Russell Kirk
- "Where the Stones Grow" de Lisa Tuttle
- "The Night Before Christmas" de Robert Bloch
- "The Stupid Joke" de Edward Gorey
- "A Touch of Petulance" de Ray Bradbury
- "Lindsay and the Red City Blues" de Joe Haldeman
- "A Garden of Blackred Roses" de Charles L. Grant
- "Owls Hoot in the Daytime" de Manly Wade Wellman
- "Where There's a Will" de Richard Matheson și Richard Christian Matheson
- "Traps" de Gahan Wilson

## Legături externe
- en  Istoria publicării lucrării Dark Forces la Internet Speculative Fiction Database

## Vezi și
- 1980 în științifico-fantastic